# Jean Spreutels
Jean-Pierre Spreutels (Schaarbeek, 11 augustus 1951) is een Belgisch emeritus magistraat.

## Levensloop
Jean Spreutels behaalde in 1974 het diploma van licentiaat in de rechten aan de Université libre de Bruxelles, waar hij ook een licentiaat in de criminologische wetenschappen en een bijzondere licentie in het economisch recht behaalde in 1975. Aan de Cambridge University in het Verenigd Koninkrijk behaalde hij in 1978 een diploma in legal studies en aan de ULB in 2000 een graad gelijkgesteld met het doctoraat in de rechten.
Hij was achtereenvolgens advocaat (1974-1976), gerechtelijk stagiair (1976-1980), substituut-procureur des Konings te Brussel (1980-1986), substituut-procureur-generaal (1986-1990), advocaat-generaal bij het hof van beroep te Brussel (1990-1997) en advocaat-generaal bij het Hof van Cassatie (1997-2004). Op 25 april 2004 werd hij tot rechter in het Arbitragehof (later Grondwettelijk Hof) benoemd. Op 19 juni 2013 werd hij er verkozen tot voorzitter van de Franse taalgroep en op 31 augustus 2018 ging hij met emeritaat.
Spreutels had tevens een academische carrière aan de ULB. Hij was er achtereenvolgens assistent (1974-1984), plaatsvervanger (1984-1986), lector (1986-2000), docent (2000-2007), gewoon hoogleraar (sinds 2007). Ook was hij voorzitter van de École des sciences criminologiques Léon Cornil van de ULB (1994-1996) en gastprofessor aan de Université de Paris XII (1991-1995) en de Université de Liège (1995-1996).
Hij was tevens:
- adviseur (1981‑1985) en adjunct-kabinetschef (1985-1988) van minister van Justitie Jean Gol (PRL)
- ondervoorzitter van het Wervingscollege van de magistraten (1992-2000)
- voorzitter van de Cel voor Financiële Informatieverwerking (1993-2004)
- voorzitter van de Internationale Financiële Actiegroep ter bestrijding van het witwassen van geld (1997-1998)
- bestuurder van de Fondation Philippe Wiener - Maurice Anspach (sinds 2005)